# Тріатлон на літніх Олімпійських іграх 2016
Змагання з тріатлону на літніх Олімпійських іграх 2016 відбулись 20 серпня для жінок і 18 серпня для чоловіків. У них брали участь 110 спортсменів, 55 чоловіків та 55 жінок. До програми олімпійського тріатлону включено заплив на 1,5 км, велосипедну гонку на 43 км та біг на 10 км.

## Країни, що кваліфікувались
- Азербайджан  (1)
- Австралія  (6)
- Австрія  (3)
- Аргентина  (2)
- Барбадос  (1)
- Бельгія  (4)
- Бермуди  (1)
- Бразилія  (2)
- Велика Британія  (6)
- Данія  (1)
- Еквадор  (1)
- Естонія  (1)
- Ізраїль  (1)
- Ірландія  (2)
- Іспанія  (6)
- Італія  (4)
- Йорданія  (1)
- Канада  (5)
- Китай  (2)
- Коста-Рика  (1)
- Нідерланди  (2)
- Німеччина  (5)
- Нова Зеландія  (5)
- Маврикій  (1)
- Мексика  (5)
- ПАР  (4)
- Польща  (1)
- Португалія  (3)
- Росія  (5)
- Словаччина  (1)
- Словенія  (1)
- США  (6)
- Угорщина  (4)
- Україна  (1)
- Франція  (4)
- Чехія  (1)
- Чилі  (1)
- Швеція  (1)
- Швейцарія  (3)
- Японія  (4)

## Призери
| Дисципліна | Золото                | Срібло                 | Бронза             |
| ---------- | --------------------- | ---------------------- | ------------------ |
| Чоловіки   | Алістер Браунлі (GBR) | Джонатан Браунлі (GBR) | Генрі Шуман (RSA)  |
| Жінки      | Гвен Йоргенсен (USA)  | Нікола Шпіріг (SUI)    | Вікі Голланд (GBR) |

## Медальний залік
| Загальна кількість медалей |                 |        |        |        |        |
| Місце                      | Країна          | Золото | Срібло | Бронза | Всього |
| 1                          | Велика Британія | 1      | 1      | 1      | 3      |
| 2                          | США             | 1      | 0      | 0      | 1      |
| 3                          | Швейцарія       | 0      | 1      | 0      | 1      |
| 4                          | ПАР             | 0      | 0      | 1      | 1      |

З моменту включення тріатлону до програми літніх Олімпійських ігор:
| Місце               | Країна                | Золото | Срібло | Бронза | Загалом |
| ------------------- | --------------------- | ------ | ------ | ------ | ------- |
| 1                   | Велика Британія (GBR) | 2      | 1      | 2      | 5       |
| 1                   | Швейцарія (SUI)       | 2      | 1      | 2      | 5       |
| 3                   | Австралія (AUS)       | 1      | 1      | 2      | 4       |
| 4                   | Нова Зеландія (NZL)   | 1      | 1      | 1      | 3       |
| 5                   | Австрія (AUT)         | 1      | 1      | 0      | 2       |
| 5                   | Канада (CAN)          | 1      | 1      | 0      | 2       |
| 5                   | Німеччина (GER)       | 1      | 1      | 0      | 2       |
| 8                   | США (USA)             | 1      | 0      | 1      | 2       |
| 9                   | Іспанія (ESP)         | 0      | 1      | 0      | 1       |
| 9                   | Португалія (POR)      | 0      | 1      | 0      | 1       |
| 9                   | Швеція (SWE)          | 0      | 1      | 0      | 1       |
| 12                  | ПАР (RSA)             | 0      | 0      | 1      | 1       |
| 12                  | Чехія (CZE)           | 0      | 0      | 1      | 1       |
| Загалом (13 збірні) | Загалом (13 збірні)   | 10     | 10     | 10     | 30      |